# De perfecte vraag
De perfecte vraag was een televisiequiz die werd uitgezonden door SBS6. Het programma werd gepresenteerd door Irene Moors.
Tijdens de quiz moeten de kandidaten vragen bedenken die door een publiek van 100 personen worden beantwoord. Een fout antwoord levert de kandidaten punten op, maar als meer dan 50 personen het juiste antwoord niet weten, worden geen punten verdiend. De perfecte vraag is dan ook een vraag die door exact de helft van het publiek goed beantwoord wordt. Als een kandidaat een dergelijke perfecte vraag stelt, levert dat een extra prijs op. De winnaar kan een bedrag tot 100.000 euro verdienen.
Het programma was, samen met het op dezelfde avonden uitgezonden Mensenkennis door Winston Gerschtanowitz, bedoeld om meer kijkers naar SBS6 te trekken. De eerste uitzending op 29 augustus 2017 trok 413.000 kijkers en gemiddeld werden de afleveringen van het eerste seizoen door ruim een half miljoen mensen bekeken. Het programma kreeg een tweede en laatste seizoen in 2018.